# 塔季扬娜·纳比耶娃
塔季扬娜·奥列格芙娜·纳比耶娃（俄语：Татьяна Олеговна Набиева，1994年11月21日—），俄罗斯女子竞技体操运动员，2010年世界竞技体操锦标赛女子团体全能金牌得主、2011年世界竞技体操锦标赛女子团体全能和女子高低杠银牌得主、2014年世界竞技体操锦标赛女子团体全能铜牌得主。